# Kommunalwahlen in Rheinland-Pfalz 2024
Am 9. Juni 2024 fanden die Kommunalwahlen in Rheinland-Pfalz 2024 statt. Es wurden Stadt- und Gemeinderäte, Verbandsgemeinderäte und Kreistage sowie im Bezirksverband Pfalz der Bezirkstag gewählt. In Städten und Gemeinden, in denen Ortsbezirke gebildet sind, wurden auch die Ortsbeiräte und Ortsvorsteher gewählt. In verbandsangehörigen Städten und Gemeinden wurden gleichzeitig Stadt- bzw. Ortsbürgermeister direkt gewählt. Am selben Tag fand wie üblich auch die Wahl zum Europäischen Parlament statt. Außerdem fanden parallel die Kommunalwahlen in Baden-Württemberg, Brandenburg, Mecklenburg-Vorpommern, dem Saarland, in Sachsen und in Sachsen-Anhalt statt.

## Rechtliches

### Aktives Wahlrecht
Staatsangehörige eines Mitgliedstaates der Europäischen Union sind für die Wahlen zu den kommunalen Vertretungskörperschaften (Ortsbeirat, Gemeinde-/Stadtrat, Verbandsgemeinderat, Kreistag) sowie zu den Wahlen der Ortsvorsteher und Bürgermeister wahlberechtigt. Voraussetzungen dafür sind, dass am Tag der Wahl das 18. Lebensjahr vollendet ist, dass seit mindestens drei Monaten vor der Wahl der Hauptwohnsitz im Wahlgebiet liegt und dass die Person in der Bundesrepublik Deutschland nicht vom Wahlrecht ausgeschlossen ist. Zum pfälzischen Bezirkstag sind die Staatsangehörigen der anderen Mitgliedstaaten der Europäischen Union nicht wahlberechtigt und nicht wählbar.

### Passives Wahlrecht
Die Wählbarkeit besteht, wenn eine die genannten Bedingungen des aktiven Wahlrechts erfüllende Person in der Bundesrepublik Deutschland nicht vom Wahlrecht oder der Wählbarkeit und in ihrem Herkunftsland nicht von der Wählbarkeit ausgeschlossen ist. Zum Bürgermeister wählbar ist, wer am Tag der Wahl das 23. Lebensjahr vollendet hat und die genannten sonstigen Bedingungen erfüllt.

## Ausgangslage

### Vorherige Wahlen
Bei den Kommunalwahlen 2019 wurde die CDU unter starken Verlusten zum fünften Mal in Folge stärkste Kraft, gefolgt von der SPD mit ebenfalls starken Verlusten. Für beide Parteien war es das schlechteste Kommunalwahlergebnis in der Geschichte des Landes Rheinland-Pfalz. Die Grünen fuhren mit kräftigen Zugewinnen das mit Abstand beste Ergebnis ein, das sie bislang auf kommunaler Ebene in Rheinland-Pfalz erreicht haben. Die verschiedenen Wählergruppen belegten zusammengerechnet den vierten Platz. Ebenfalls kräftig zulegen konnte die AfD, die landesweit fünftstärkste Kraft wurde. Die FDP wurde mit Gewinnen sechststärkste Kraft, die Linke konnte minimal zulegen. Mehr als 1,9 Millionen Menschen gaben ihre Stimme ab, die Wahlbeteiligung lag damit bei 61,7 Prozent.
Bei der Landtagswahl im März 2021 wurde die SPD von Ministerpräsidentin Malu Dreyer mit 35,7 Prozent der Stimmen zum siebten Mal in Folge stärkste Kraft, gefolgt von der CDU mit historisch niedrigen 27,7 Prozent. Die Grünen kamen auf 9,4 Prozent, die AfD wurde mit 8,3 Prozent viertstärkste Kraft. Die FDP bekam 5,5 Prozent der Stimmen und die Freien Wähler schafften mit 5,4 Prozent erstmals den Einzug in den Landtag Rheinland-Pfalz. Die Linke spielte mit 2,5 Prozent keine Rolle.
Bei der Bundestagswahl im September 2021 erreichte die SPD in Rheinland-Pfalz 29,4 Prozent, die CDU 24,7 Prozent, die Grünen 12,6 Prozent, die FDP 11,7 Prozent, die AfD 9,2 Prozent, die Freien Wähler 3,6 Prozent und die Linke 3,3 Prozent.

### Kritik am kommunalen Finanzausgleich
Ein landesweit beherrschendes Thema auf Ebene der Kommunen ist der kommunale Finanzausgleich (KFA) durch das Land Rheinland-Pfalz. Der KFA macht mehr als ein Viertel der Einnahmen der Kommunen aus und soll dazu beitragen, dass Städte, Landkreise und Gemeinden ihre Aufgaben erfüllen können. Dazu gehört etwa der Betrieb von Schulen, Kindertagesstätten, Theatern und Schwimmbädern sowie die Bereitstellung von Sozialleistungen. Nach einer gemeinsamen Klage des Landkreises Kaiserslautern und der kreisfreien Stadt Pirmasens urteilte der Verfassungsgerichtshof Rheinland-Pfalz im Jahr 2020, dass die nach einem 2014 getroffenen Urteil neugeregelte finanzielle Ausstattung der Kommunen durch die Landesregierung ebenfalls verfassungswidrig sei; die Kommunen erhielten zu wenig Geld vom Land, um ihre Pflichtaufgaben erfüllen zu können.
Allerdings gab es auch nach der zum Jahr 2023 in Kraft getretenen erneuten Neuregelung weiter anhaltende Kritik aus nahezu sämtlichen Kommunen. Der Stadtrat in Bitburg und die Verbandsgemeinde Hunsrück-Mittelrhein haben zusammen mit fast allen Ortsgemeinden und Städten und einschließlich der sozialdemokratisch geführten einen Brandbrief an Ministerpräsidentin Malu Dreyer (SPD) geschrieben. Die Ludwigshafener Oberbürgermeisterin Jutta Steinruck (parteilos) trat nicht zuletzt auch deshalb aus der SPD aus, weil sie die Finanzausstattung der Stadt durch die sozialdemokratisch geführte Landesregierung für nicht ausreichend hält. In Freisbach (Landkreis Germersheim) trat schließlich im August 2023 der gesamte Gemeinderat sowie der parteilose Ortsbürgermeister Peter Gauweiler geschlossen zurück. Für die Jahre 2023 und 2024 wurde der Finanzhaushalt der Gemeinde von der Kommunalaufsicht, der Aufsichts- und Dienstleistungsdirektion, nicht genehmigt, weil die Ausgaben des Ortes die Einnahmen deutlich übersteigen. Daher solle Freisbach die Grundsteuer anheben, doch auch wenn Freisbach die Abgaben für Bürger deutlich erhöhen würde, bliebe der Haushalt aufgrund der vom Land Rheinland-Pfalz vorgeschriebenen Pflichtausgaben und der Gestaltung des Umlageverfahrens an die Verbandsgemeinden und Landkreise im Minus. In Rheinland-Pfalz haben mehr als 1000 Gemeinden einen defizitären Haushalt. Obwohl die Landesregierung mittlerweile eine Rekordsumme von 3,76 Milliarden Euro (2023) für den KFA ausgibt, führte auch die erneute Neuregelung des Kommunalen Finanzausgleichs größtenteils weiterhin nicht zu einer Milderung der Finanznot in den Kommunen. Daher prüft mit der Verbandsgemeinde Maifeld – angeführt durch den SPD-Verbandsbürgermeister Maximilian Mumm – bereits wieder eine Kommune eine erneute Klage gegen die Landesregierung wegen der Gestaltung des KFA.

## Besonderheiten
Die Bürgermeisterwahl in der Ortsgemeinde Gensingen wurde auf Anordnung der Kommunalaufsicht der Kreisverwaltung Mainz-Bingen verschoben, da die Aufsicht einen erheblichen Verstoß gegen die Wahlvorschriften feststellte, der geeignet sei, das Wahlergebnis wesentlich zu beeinflussen. Der amtierende Ortsbürgermeister hatte in seiner amtlichen Eigenschaft in einem flächendeckend verteilten Handzettel eine Empfehlung für die Wahl eines Kandidaten ausgesprochen und damit gegen die Neutralitätspflicht verstoßen. Als neuen Wahltermin setzte die Kommunalaufsicht den 8. September 2024 fest. Der Ortsbürgermeister legte Rechtsmittel gegen die Entscheidung der Kommunalaufsicht ein. Nachdem ein Antrag auf Wiederherstellung der aufschiebenden Wirkung des eingelegten Widerspruchs durch das Verwaltungsgericht Mainz abgelehnt wurde, verzichtete die Ortsgemeinde per Ratsbeschluss wegen geringer Erfolgsaussichten auf die weitere Aufrechterhaltung des Widerspruchs. Die Wahl fand zum festgesetzten Zeitpunkt statt.

## Ergebnisse
| Wahlvorschlag                           | Ergebnis in % | ± in % | Sitze |
| --------------------------------------- | ------------- | ------ | ----- |
| Christlich Demokratische Union          | 31,4          | + 0,3  | 495   |
| Sozialdemokratische Partei Deutschlands | 20,2          | - 2,4  | 329   |
| Alternative für Deutschland             | 14,0          | + 5,7  | 240   |
| Bündnis 90/Die Grünen                   | 11,1          | - 5,0  | 175   |
| Freie Demokratische Partei              | 4,6           | - 1,5  | 73    |
| Freie Wähler                            | 3,9           | + 3,7  | 71    |
| Die Linke                               | 1,7           | - 1,8  | 30    |
| Bündnis Sahra Wagenknecht               | 1,2           | + 1,2  | 18    |
| Ökologisch Demokratische Partei         | 0,5           | + 0,1  | 7     |
| Volt Deutschland                        | 0,5           | + 0,4  | 5     |
| Die Partei                              | 0,3           | - 0,2  | 6     |
| BIG                                     | 0,1           | ± 0,0  | 1     |
| Deutsche Kommunistische Partei          | 0,0           | + 0,0  | 0     |
| Piratenpartei                           | 0,0           | - 0,1  | 1     |
| Wählergruppen                           | 10,7          | - 0,4  | 187   |